# Atlas Falls
«Atlas Falls» es una canción de la banda de rock estadounidense Shinedown. Originalmente concebida y grabada para el álbum Amaryllis de la banda de 2012, la canción quedó fuera del álbum y no se lanzó hasta 2020, cuando la banda la lanzó para recaudar dinero en apoyo de la actual pandemia de COVID-19.
Más tarde se lanzó como un sencillo que no pertenece al álbum y encabezó la lista Billboard Mainstream Rock Songs durante una semana en agosto de 2020, marcando el 16° número uno de la banda, la mayor cantidad de cualquier músico desde el inicio de la lista en 1981.

## Antecedentes
La canción fue escrita y grabada inicialmente por la banda para el cuarto álbum de estudio de la banda, Amaryllis (2012). Si bien la canción no entró en el corte del álbum, el líder Brent Smith señaló que siempre esperó lanzarla al público en algún momento, y señaló que "significó mucho" para él. La banda decidió lanzar la canción el 24 de marzo de 2020 como parte de un plan para recaudar dinero en apoyo de la lucha contra la pandemia de COVID-19. 
La banda consideró que los esfuerzos fueron un éxito y anunció que la canción, junto con un paquete de camisetas, había recaudado más de $300,000 en aproximadamente dos meses. Inicialmente solo disponible para aquellos que donaron, el 22 de mayo de 2020, la banda lanzó la canción como un sencillo formal que no pertenece al álbum y la puso a disposición para su compra y transmisión. También se lanzó un video musical. En agosto de 2020, la canción encabezó la lista Billboard Mainstream Rock Songs. 
La canción fue la decimosexta canción de la banda en encabezar la lista, lo que convirtió a Shinedown en la banda con la mayor cantidad de números uno en la lista en sus casi 40 años de existencia, habiendo estado previamente empatada con Three Days Grace.

## Temas y composición
La canción fue descrita como un "rockero edificante" por Louder Sound y "en un tono más inspirador, una poderosa balada de la era del coronavirus con algo de electrónica y un mensaje genérico de perseverancia" por Stereogum. Si bien se escribió mucho antes del surgimiento de COVID-19, la decisión de la banda de lanzarlo fue porque sintieron que su mensaje edificante era identificable y algo que deseaban compartir durante la pandemia.

## Posiconamiento en lista
| Lista (2020)                     | Posiciones |
| -------------------------------- | ---------- |
| República Checa (Rádio Top 100)  | 51         |
| Estados Unidos (Mainstream Rock) | 1          |